# Trollsjön (Tranås socken, Småland)
Trollsjön är en sjö i Tranås kommun i Småland och ingår i Motala ströms huvudavrinningsområde.